# JDAM
Joint Direct Attack Munition (JDAM, буквально «Спільний боєприпас прямої атаки») — комплект обладнання, що перетворює прості вільноспадні бомби («тупі» бомби, англ. "dumb bombs") у всепогодні керовані («розумні», англ. "smart") боєприпаси. Обладнання включає систему наведення на базі інерційної навігації та GPS.
Модифікований комплект JDAM-ER (англ. Extented Range) також має складане крило, що перетворює бомби на крилаті бомби.
З 1998 року до листопада 2016 року компанія Boeing виготовила понад 300 000 комплектів наведення JDAM. У 2017 році компанія виготовляла понад 130 комплектів на день. Станом на січень 2024 року було виготовлено 550 000 комплектів.

## Історія розробки
Бомбардувальна кампанія ПС США під час операції «Буря в пустелі» у війні в Перській затоці виявилася менш ефективною, ніж спочатку повідомлялося, частково через відсутність точних бомб, які були б ефективними за будь-якої погоди. Лазерні системи наведення на бомбах показали виняткову точність за ясних умов, але через пил у повітрі, дим, туман або хмарність їм було важко підтримувати «захоплення» лазерного наведення. Дослідження, розробка, тестування та оцінка «високоточної зброї для несприятливих погодних умов» почалися в 1992 році. Розглядалося кілька пропозицій, зокрема радикальна концепція використання GPS.
На той час існувало мало GPS-супутників, і ідея використання супутникової навігації для реального часу керування зброєю була неперевіреною та спірною. Щоб визначити технічні ризики, пов’язані зі зброєю, що наводиться за допомогою ІНС/GPS, ПС США на початку 1992 року створили швидкий проект проєкт High Gear під назвою «JDAM Operational Concept Demonstration» (OCD) на авіабазі Еглін. Для допомоги в проведенні демонстрації було залучено компанії Honeywell, Interstate Electronics Corporation, Sverdrup Technology та McDonnell Douglas, щоб протягом року продемонструвати можливість створення зброї з GPS-наведенням. Програма OCD оснастила керовану бомбу GBU-15 комплектом наведення ІНС/GPS, і 10 лютого 1993 року була скинута перша зброя з наведенням ІНС/GPS з літака F-16 на ціль, розташовану на відстані 88 000 футів (27 км). Було проведено ще п'ять тестів за різних погодних умов, висот та дальності. Програма OCD продемонструвала кругове ймовірне відхилення у 36 футів (11 м).

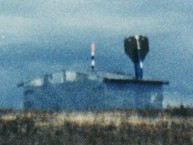
Перший льотний тест зброї з GPS-наведенням призвів до прямого влучення по цілі на авіабазі Еглін, 10 лютого 1993 року.

Перший льотний тест зброї з GPS-наведенням призвів до прямого влучення по цілі на авіабазі Еглін 10 лютого 1993 року.
Перші комплекти JDAM були доставлені у 1997 році, з проведенням операційних тестувань у 1998 і 1999 роках. Під час випробувань було скинуто понад 450 JDAM, досягнувши надійності системи понад 95% з опублікованою точністю до 10 метрів КІВ. Крім контрольованих скидів, тестування включало «операційно репрезентативні тести», що складалися зі скидів через хмари, дощ і сніг, без зниження точності порівняно з тестами за ясної погоди. Також були проведені тести з кількома бомбами, кожна з яких націлювалася окремо.
JDAM і стелс-бомбардувальник B-2 Spirit дебютували в бойових умовах під час операції «Союзна Сила». Літаки B-2, виконуючи 30-годинні безперервні кругові польоти з бази Вайтмен у штаті Міссурі, скинули понад 650 JDAM під час операції «Союзна Сила». Стаття, опублікована в Acquisition Review Journal у 2002 році, повідомляє, що «під час операції Союзна Сила літаки B-2 запустили 651 JDAM з надійністю 96% і вразили 87% запланованих цілей». Завдяки успішному застосуванню оригінальної JDAM, програма розширилася на 500-фунтову (230 кг) бомбу Mark 82 та 1000-фунтову (450 кг) Mark 83, розробку яких було розпочато наприкінці 1999 року. Враховуючи уроки з операцій «Нескорена свобода» та «Свобода Іраку», ВМС США та ПС США почали вдосконалювати комплекти, включаючи підвищення точності GPS і додавання більш точної ГСН для термінального наведення проти рухомих цілей.
Бомби JDAM є відносно недорогими порівняно з такими альтернативами, як крилаті ракети. Спочатку вартість комплектів для хвостового обладнання оцінювалася в $40 000 за одиницю, однак після проведення конкурсних торгів були підписані контракти з McDonnell Douglas (пізніше Boeing) на постачання за ціною $18 000 за одиницю. Вартість одиниці в поточних доларах зросла до $21 000 у 2004 році та до $27 000 у 2011 році. До вартості комплекту для хвостового обладнання слід додати вартість залізної бомби серії Mk80, підривача і датчика наближення, що в результаті доводить загальну вартість зброї приблизно до $30 000. Для порівняння, новітня крилата ракета Tomahawk, названа Tactical Tomahawk, коштує майже $730 000 (фінансовий рік 2006), або ж  $2 000 000 (фінансовий рік 2022).

### Протикорабельний JDAM

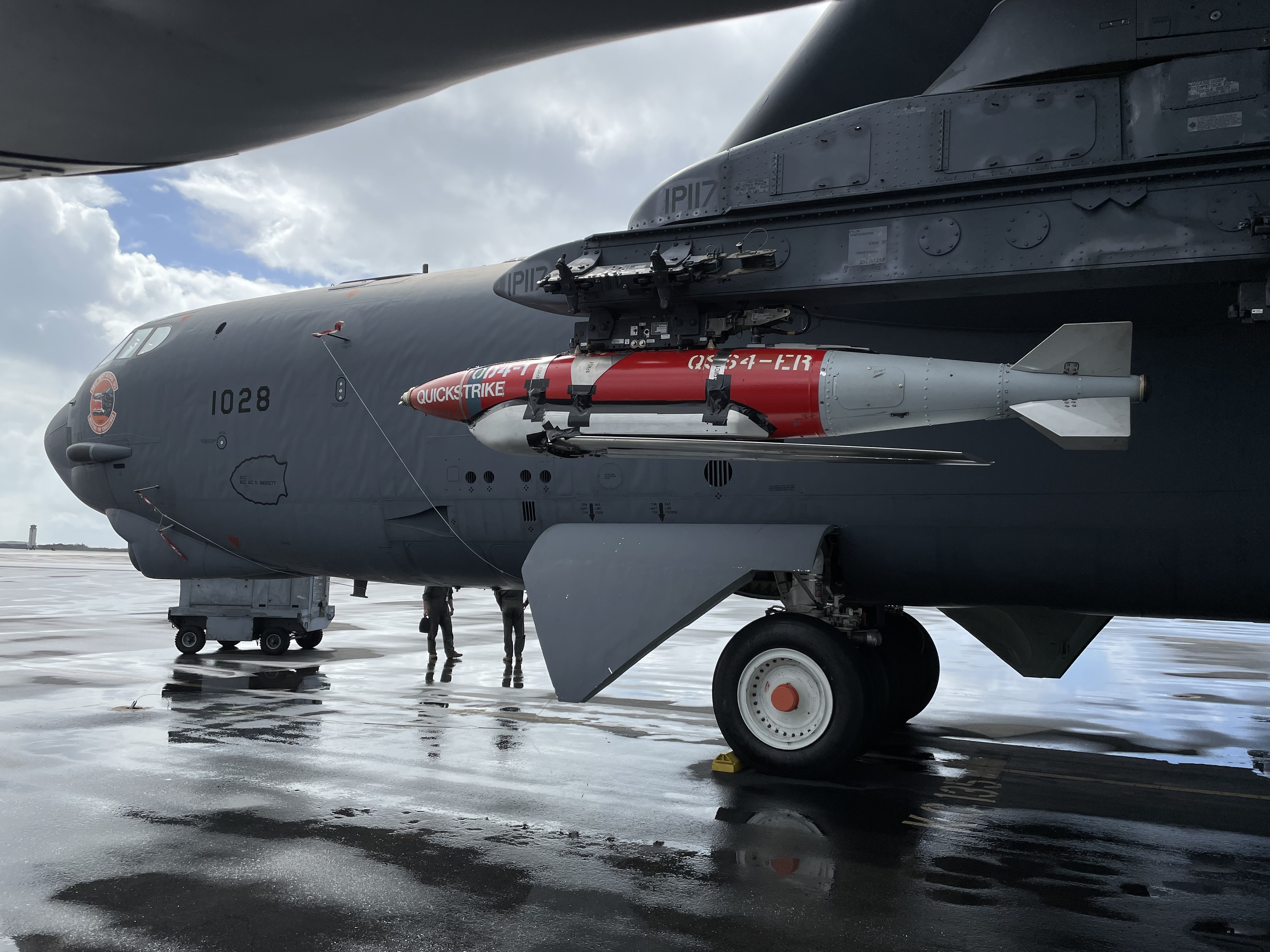
Інертна міна JDAM Quickstrike Extended Range закріплена на бомбардувальнику B-52H Stratofortress ПС США

У вересні 2014 року повітряні сили США вперше скинули високоточну авіаційну морську міну, яка складалася з міни Quickstrike, оснащеної комплектом JDAM. Quickstrike є авіабомбою загального призначення серії Mark 80, у якій детонатор замінений на пристрій виявлення цілі (TDD; англ. «Target detection device»), що спрацьовує при проходженні корабля в межах летальної зони. Також вона має пристрій безпеки на носовій частині та гальмівний парашутний хвостовий комплект.
Скидання морських мін традиційно було складним завданням, оскільки літак-носій повинен летіти на низькій висоті та малій швидкості – 150 м на швидкості 590 км/год, що робить його вразливим до ворожого вогню. Під час першої місії з авіаційного мінування в рамках операції «Буря в пустелі» було втрачено літак, і після цього США більше не здійснювали бойових авіаційних мінувань.
Quickstrike-J — це версія, оснащена JDAM, з масою 1 000 фунтів (450 кг) або 2 000 фунтів (910 кг), а GBU-62B(V-1)/B Quickstrike-ER — це варіант із можливістю планування, створений на основі JDAM-ER, з дальністю 40 морських миль (74 км) при запуску з висоти 11 000 м. Високоточне скидання морських мін стало першим значним удосконаленням технології авіаційного мінування з часів Другої світової війни. Це підвищує живучість літаків-носіїв, оскільки їм більше не потрібно виконувати кілька повільних прольотів на низькій висоті безпосередньо над зоною мінування. Тепер вони можуть скинути всі міни за один прохід з безпечної відстані та висоти.
Це також підвищує ефективність мін, адже їх можна розташовувати прямо біля входів у гавані, судноплавних каналів, річок та внутрішніх водних шляхів, що зменшує кількість необхідних мін та підвищує ймовірність блокування транспортних маршрутів. Ворожі військово-морські порти можуть бути заблоковані, а оборонне мінне поле швидко встановлене для захисту від можливої десантної загрози.
У 2022 році було протестовано версію авіабомби прямого ураження під назвою «Quicksink». У 2024 році її успішно використали для потоплення кораблів USS Dubuque (LPD-8) та USS Tarawa (LHA-1) під час навчань RIMPAC 2024.

## Модернізація
Досвід, отриманий під час операцій «Нескорена свобода» та «Свобода Іраку», спонукав ПС США до пошуку додаткових можливостей в одному пакеті, що призвело до розробки модернізацій програми JDAM, щоб додати нову систему наведення. Ця модернізація, відома як Laser JDAM (LJDAM), додає лазерну систему наведення до носової частини бомби, оснащеної JDAM, дозволяючи вражати рухомі цілі. Лазерна система наведення розробляється спільно підрозділом Boeing Defense, Space and Security та ізраїльською компанією Elbit Systems.
Boeing називає цей комплект Precision Laser Guidance Set (PLGS), який складається з лазерної ГСН DSU-38/B та кабельної обв’язки, яка кріпиться під корпусом бомби для з'єднання DSU-38/B з хвостовим комплектом. У 2004 фінансовому році Boeing і ПС США почали тестування лазерного наведення для JDAM, і ці тести показали, що система здатна націлювати та знищувати рухомі цілі. Ця подвійна система наведення зберігає можливість працювати виключно на основі GPS/ІНС, якщо лазерне наведення недоступне, з такою ж точністю, як і попередні JDAM.

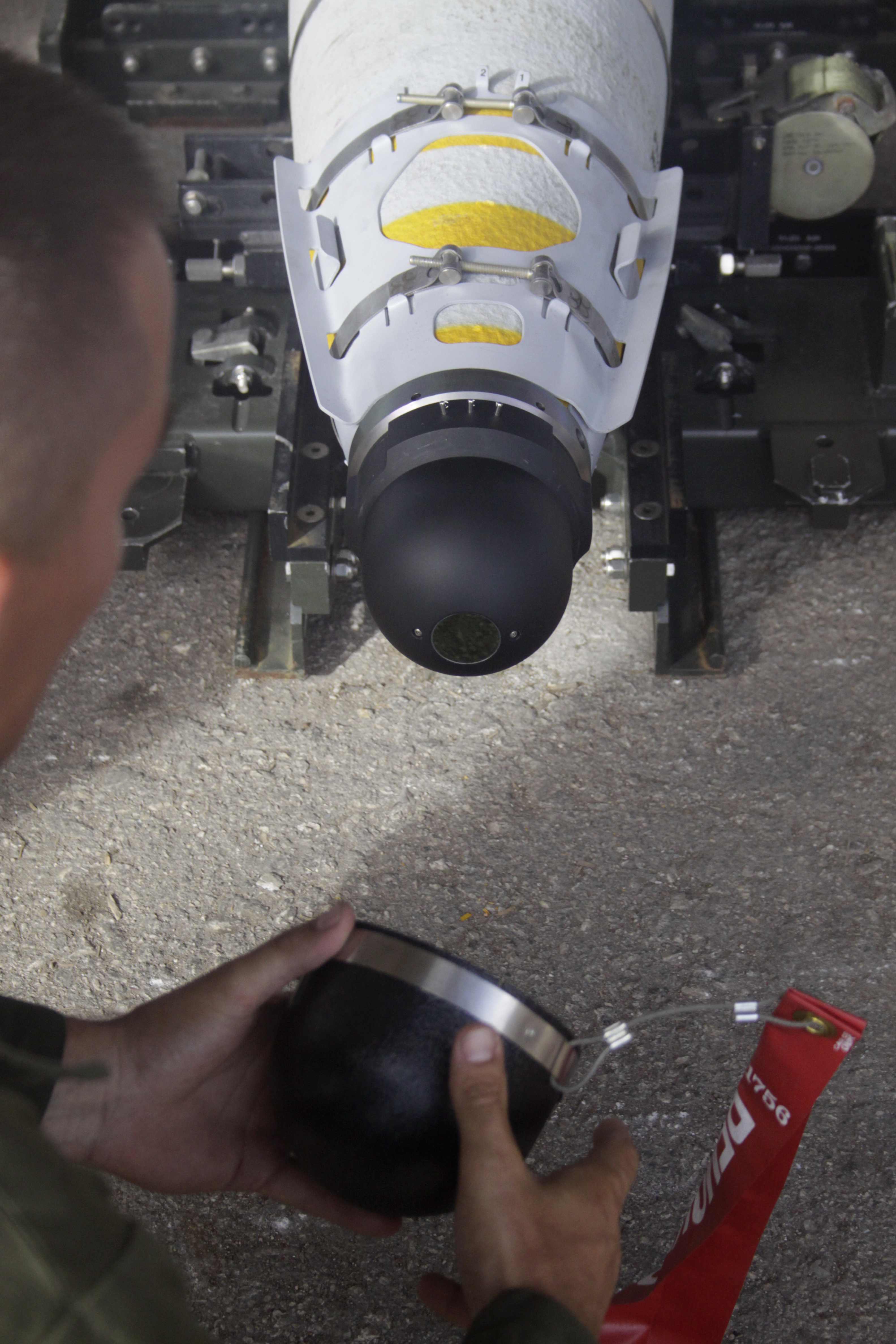
GBU-54 з лазерною ГСН

У червні 2007 року Boeing оголосила, що отримала контракт на 28 мільйонів доларів від ПС США на постачання 600 лазерних ГСН (400 для ПС і 200 для ВМС) до червня 2009 року. За даними Boeing, під час випробувань на авіабазі Нелліс у Неваді літаки F-16 Fighting Falcon і F-15E Strike Eagle ПС США скинули 12 бомб LJDAM вагою 500 фунтів (230 кг), які успішно вразили високошвидкісні рухомі цілі. Літаки самостійно визначали та наводили свої бомби на цілі за допомогою бортового обладнання наведення. Крім комплектів LJDAM, Boeing також тестує антиприглушувальну систему для JDAM за контрактом з ВМС, розробку якої було завершено у 2007 році, а постачання мало розпочатися у 2008 році. Система відома як Integrated GPS Anti-Jam System (IGAS).
У липні 2008 року Німеччина підписала контракт з Boeing, ставши першим міжнародним замовником LJDAM. Поставки для ПС Німеччини розпочалися в середині 2009 року. Замовлення також включає опцію на подальші комплекти в 2009 році.
Boeing оголосила у вересні 2008 року, що провела демонстраційні польоти з LJDAM, завантаженими на борт B-52H.
GBU-54 LJDAM дебютував у бою в серпні 2008 року в Іраку, коли F-16 з 77-ї винищувальної ескадрильї атакував рухомий автомобіль у провінції Діяла. Бойовий дебют GBU-54 LJDAM в афганському театрі відбувся у жовтні 2010 року, коли його використовувала 510-та винищувальна ескадрилья.
У вересні 2012 року Boeing почала серійне виробництво Laser JDAM для ВМС США і отримала контракт на постачання понад 2300 комплектів бомб.
У листопаді 2014 року ПС США почали розробку версії GBU-31 JDAM, призначеної для відстеження та ураження джерел РЕБ, спрямованих на порушення наведення боєприпасів. ГСН «Home-on-Jam» працює аналогічно AGM-88 HARM і слідкує за джерелом РЕ придушення, щоб знищити його.

### JDAM-ER
У 2006 році Організація оборонної науки і техніки Австралії спільно з Boeing Australia успішно протестувала плануючу бомбу збільшеного радіусу дії — GBU-62 JDAM-ER на випробувальному полігоні Вумера. Цього вдалося досягти за допомого встановлення крил на GBU-38/B JDAM вагою 500 фунтів (230 кг). Виріб надійшов на озброєння Королівських ПС Австралії у 2016 році.
У 2009 році Boeing оголосила, що разом з Південною Кореєю спільно розробить JDAM збільшеного радіусу дії (JDAM-ER) вагою 2 000 фунтів (910 кг). Комплект крил потроїть радіус дії JDAM до 80 кілометрів (50 миль) при тій самій точності, а вартість одного комплекту складе $10 000. Перші прототипи були завершені в 2010 або 2011 роках.
Комплекти крил для JDAM-ER в Австралії виготовляються компанією Ferra Engineering. Перші випробування мали відбутися в 2013 році, а виробничі замовлення – у 2015 році.
У 2010 році Boeing запропонувала додати комплект із реактивним двигуном до JDAM-ER для збільшення радіусу дії у 10 разів. ПС США спочатку не виявляли зацікавленості до цієї концепції, але до 2020 року Boeing припустила, що служба відновила інтерес до придбання недорогих крилатих ракет. JDAM з двигуном поєднує бомбу вагою 500 фунтів (230 кг) з комплектом крил і модулем рушія, що надає їй радіус дії більш складних ракет, але за нижчою ціною, хоча без стелс-конструкції або можливості польоту на низькій висоті. Незважаючи на меншу живучість, JDAM з двигуном може бути використаний для створення недорогої зброї, здатної подолати системи ППО за допомогою виснажувальних атак.
Наприкінці лютого 2023 року було оголошено, що JDAM-ER буде надано повітряним силам України в рамках пакету військової допомоги під час російського вторгнення в Україну. З дальністю до 72 км ці бомби мають схожий радіус дії з ракетами M142 HIMARS, але більші бойові частини та нижчу вартість. Хоча російська ППО змушує українські літаки літати на дуже низьких висотах, вони можуть різко піднятися та скинути бомби за траєкторією, що дозволяє їм планувати до цілі. Українським літакам потрібні були модифікації для використання цих бомб, як це було зроблено з ракетами AGM-88 HARM. JDAM-ER вже використовувались українськими силами на момент повідомлень про їхнє постачання.
Юрій Ігнат, речник командування повітряних сил збройних сил України, сказав українському телебаченню: «Ці бомби (JDAM) трохи менш потужні, але надзвичайно точні. Хотілося б мати більше таких бомб для успіху на фронті». Цей коментар, можливо, стосується того факту, що ці бомби мають вагу 230 кг. Щодо кількості поставлених бомб, один посадовець США сказав: «Достатньо для проведення кількох ударів».
У відповідь на використання Росією засобів радіоелектронної боротьби для придушення GPS-наведення зброї, у травні 2024 року США уклали контракт на придбання пристроїв для захоплення на сигнал перешкод GPS, щоб інтегрувати їх у комплекти крил JDAM для України.

## Загальний опис
JDAM є комплектом з елементів зв'язку та керування і хвостового блоку, має кероване оперення, що дозволяє бомбі маневрувати. Оснащений комп'ютером з навігаційним устаткуванням.
Бомби, обладнані комплектом JDAM, спрямовуються до цілі інтегрованою інерційною системою наведення в парі з GPS-приймачем поліпшеної точності, що забезпечує їм заявлену дальність дії в 15 морських миль (28 км) від точки скидання. Кругове імовірне відхилення, показане на випробуваннях, становить 11 метрів.
JDAM-ER також опціонально оснащується системою Home-on GPS виробництва Scientific Applications and Research Associates, яка під час придушення GPS автоматично перенаводиться на джерело перешкод.
Принцип дії JDAM відрізняється від бомб із лазерним наведенням і бомб з інфрачервоним наведенням, застосуванню яких можуть перешкоджати несприятливі умови біля поверхні землі (наприклад, непрозорість атмосфери внаслідок пилової бурі). Проте останнім часом JDAM-боєприпаси доукомплектовуються головками лазерного наведення (встановлюються в передній частині бомби), оскільки такі системи наведення вигідно застосовувати проти певних видів цілей. Завдяки цьому старі боєприпаси перетворюються на комбіновану сучасну високоточну зброю, що здатна уразити, в тому числі активно маневруючі цілі. Комплект JDAM застосовується для модернізації некерованих бомб масою від 230 кг (500 фунтів) до 910 кг (2000 фунтів). Вартість комплекту складає $35 тис. для бомби GBU-38 і $70 тис. — для GBU-31.
Є досвід скидання модернізованих комплектом JDAM бомб на надзвукових швидкостях з великої висоти з винищувача F-22 Raptor.

## Бойове застосування

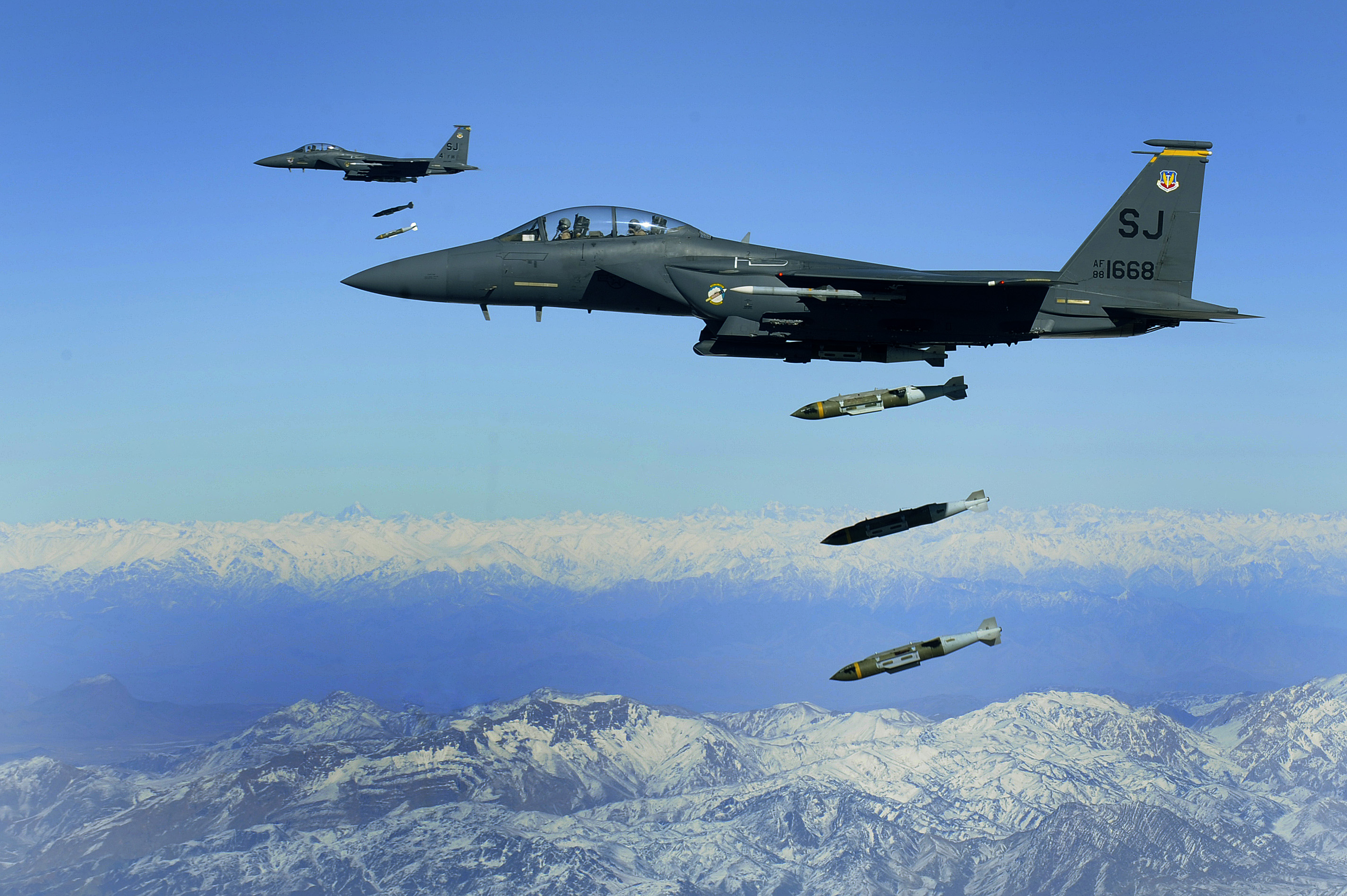
Скидання «серією» 920-кг бомб GBU-31 двома F-15E. Афганістан, 2009 рік

Перше бойове застосування системи JDAM відбулося під час операції НАТО проти Югославії. Бомбардувальники B-2 Spirit з бази ПС США «Вайтмен», штат Міссурі, в ході операції скинули понад 650 бомб типу JDAM на об'єкти в Сербії. Було уражено 87 % намічених цілей, при цьому показник надійності склав 96 %.
Успіх операції привів до розширення програми використання JDAM-бомб, починаючи з кінця 1999. Подальший досвід застосування в Іракській війні і операції з підтримки миру в Афганістані показав необхідність удосконалення системи наведення на фінальній ділянці траєкторії і наведення по цілях, що рухаються.
Незважаючи на свою точність, використання JDAM має ризики. 5 грудня 2001 року бомба JDAM, скинута B-52 в Афганістані, ледь не вбила Хаміда Карзая, коли він керував силами, що боролися проти Талібану біля Сейд Алім Калай разом із загоном спецпризначенців армії США (ССО). Велика сила талібів атакувала об'єднаний загін людей Карзая та американських спецпризначенців, майже розгромивши їх. Командир ССО запросив авіаційну підтримку для удару по позиціях талібів з метою зупинити їхній наступ. Після цього було скинуто бомбу JDAM, але замість удару по позиціях талібів вона влучила в афгансько-американські позиції, внаслідок чого загинуло троє людей, а 20 отримали поранення. Розслідування інциденту встановило, що тактична група управління ПС США, прикріплена до загону спецпризначенців, під час бою замінила батарею в GPS-приймачі, через що пристрій повернувся до «заводських» налаштувань і «відобразив власні координати». Не усвідомивши цього, тактична група управління ПС США передала свої координати літаку для нанесення удару.

### Російсько-українська війна

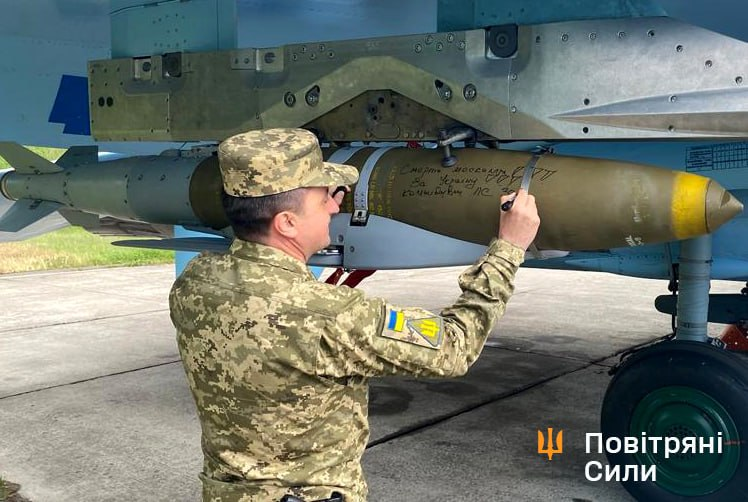
JDAM-ER, прикріплений до модифікованого пілона під крилом Су-27 ПС ЗСУ

Перші повідомлення про передачу JDAM з'явились в засобах масової інформації в лютому 2023 року. 31 березня 2023 року застосування JDAM було офіційно підтверджено речником командування Повітряних сил полковником Юрієм Ігнатом.
26 квітня 2023 року вперше було зафіксовано використання JDAM Повітряними силами України в Бахмуті. Чотири бомби JDAM вагою 230 кг були скинуті на багатоповерхову будівлю в частині міста, яку контролюють окупаційні російські сили. Ймовірно, бомби були скинуті з літаків МіГ-29.
Ефективність цих бомб росіяни змогли знизити завдяки радіоелектронній боротьбі проти GPS. В травні 2024 року стало відомо, що Повітряні сили США уклали контракт з компанією Scientific Applications and Research Associates на сенсори Home-on GPS, що можуть атакувати джерела перешкод.
13 серпня 2024 року Су-27 ПС України здійснив запуск JDAM по російському командному пункту в Тьоткіно. КП був знищений.
9 березня 2025 року МіГ-29 ПС ЗСУ завдав бомбового удару, здійснивши запуск JDAM-ER по ворожому об’єкту в населеному пункті Тьоткіно в Курській області. В результаті атаки було уражено ангар із технікою та особовим складом противника.
31 березня 2025 року МіГ-29 ПС ЗСУ за допомогою двох високоточних планерних бомб JDAM-ER знищив підземний бункер поблизу Олешок, який використовували окупанти для розташування офіцерського складу. Одна з авіабомб пробила бетонне перекриття і вибухнула всередині бункера.
5 квітня 2025 року ПС ЗСУ завдали удару по місцю дислокації російських військ у окупованому Соледарі. Для ураження окупаційних військ застосували дві високоточні бомби JDAM-ER. Удар зафіксував розвідувальний безпілотник 30-ї окремої механізованої бригади.
12 квітня 2025 року авіація ПС ЗСУ завдала удару по скупченню російських військ на Бєлгородщині. Удар був націлений на місце, яке росіяни використовували для ротації власних військ. Для ураження російської БМП-2 та піхоти була використана далекобійна високоточна авіабомба JDAM-ER.
4 травня 2025 року авіація повітряних сил України завдала удару по російському командному пункту батальйону та групі операторів безпілотників в населеному пункті Новогродівка на Донеччині. Удар по ворожому КП здійснив Су-27 за допомогою високоточної авіабомби JDAM.
11 липня 2025 року авіація ПС ЗСУ двома ударами високоточних авіабомб знищив російську переправу біля Василівки, що на тимчасово окупованій території Запорізької області. Удар завдав винищувач МіГ-29, озброєний двома американськими авіабомбами GBU-62, які були оснащені комплектом планування і корекції JDAM-ER.
29 липня 2025 року тактична авіація ПС ЗСУ знищила позицію російських дронщиків у районі населеного пункту Тьоткіно, що на території Курської області РФ. Для ураження російських дронщиків була використана далекобійна високоточна авіабомба GBU-62 JDAM-ER. Розвідку ворожої цілі та об'єктивний контроль ураження здійснював український безпілотник «Лелека-100».

## Інтеграція

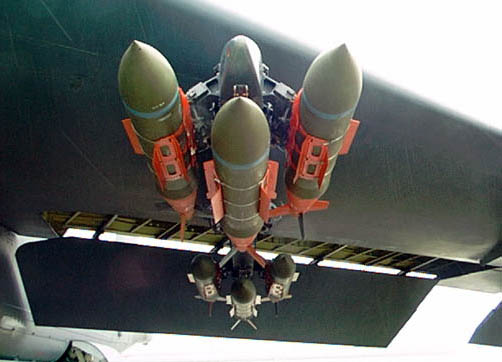
Бомби JDAM на зовнішній підвісці стратегічного бомбардувальника B-52 Stratofortress

Забезпечено сумісність JDAM з такими моделями літаків:
| - AV-8B Harrier II - A-10 Thunderbolt II - B-1B Lancer - B-2A Spirit - B-52H Stratofortress - F-117 Nighthawk - F-14A/B/D Tomcat - F-15E Strike Eagle - F-16 Fighting Falcon - CF-18 Hornet |  | - F/A-18C/D Hornet - F/A-18E/F Super Hornet - F-22 Raptor - F-35 Lightning II - MQ-9 Reaper - Mitsubishi F-2 - Panavia Tornado - Mirage F1 - МіГ-29 (для України) - Су-27 (для України) |

Плануються роботи з інтеграції з:
- JF-17 Thunder
- S-3 Viking(інші мови)
- Eurofighter Typhoon[60]

## Тактико-технічні характеристики
|                 | GBU-38             | GBU-54             | JDAM-ER            | GBU-32             | GBU-55             | GBU-31             | GBU-56             |
| --------------- | ------------------ | ------------------ | ------------------ | ------------------ | ------------------ | ------------------ | ------------------ |
| Боєголовка      | Mark 82            | Mark 82            | Mark 82            | Mark 83            | Mark 83            | Mark 84 & BLU-109  | Mark 84 & BLU-109  |
| Стартова маса   | 253,6 кг           | 260,8–268 кг       | 226 кг             | 460,5 кг           | 475 кг             | 925,4–961,4 кг     | 961,6–968,4 кг     |
| Довжина         | 2,352 м            | 2, 38 м            | Невідомо           | 3,035 м            | 3,05 м             | 3,879–3,774 м      | 3,85 м             |
| Розмах крил     | 356 мм             | 431,8 мм           | Невідомо           | 498 мм             | 498 мм             | 635 мм             | 642, 6 мм          |
| Тип наведення   | GPS, ІНС           | GPS, ІНС, Лазерне  | GPS, ІНС           | GPS, ІНС           | GPS, ІНС, Лазерне  | GPS, ІНС           | GPS, ІНС, Лазерне  |
| Макс. дальність | 24 км              | 24 км              | 72,5 км            | 24 км              | 24 км              | 24 км              | 24 км              |
| Точність (КІВ)  | GPS: 5 м ІНС: 30 м | GPS: 5 м ІНС: 30 м | GPS: 5 м ІНС: 30 м | GPS: 5 м ІНС: 30 м | GPS: 5 м ІНС: 30 м | GPS: 5 м ІНС: 30 м | GPS: 5 м ІНС: 30 м |

## Варіанти
910 кг, номінальна вага:
- GBU-31(V)1/B (ПС США) Mk 84

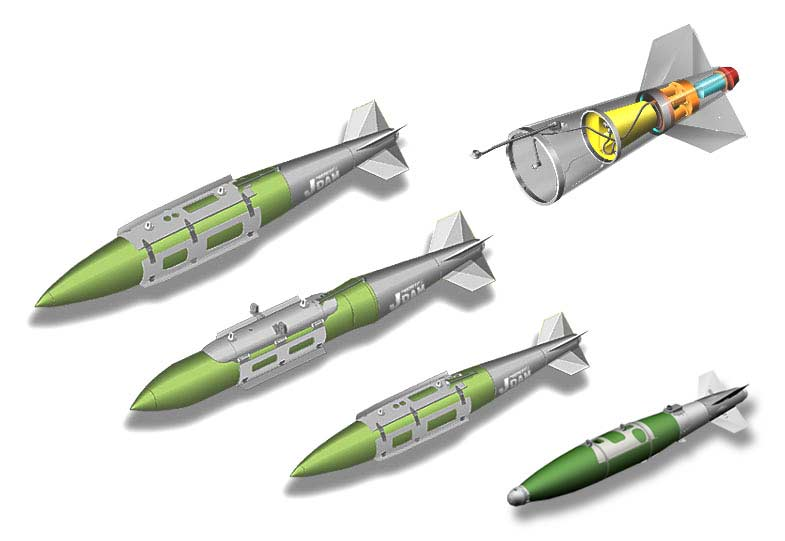
Художня візуалізація ПС США комплектів JDAM, встановлених на некерованих бомбах Mk 84, BLU-109, Mk 83, Mk 82, Mk 64, Mk 62

- GBU-31(V)2/B (ВМС США/КМП США) Mk 84
- GBU-31(V)3/B (ПС США) BLU-109
- GBU-31(V)4/B (ВМС США/КМП США) BLU-109
- GBU-31(V)5/B (ПС США) BLU-119/B
- GBU-31v11: заміна кластерної бомби BLU-136 з наведенням[63]
- GBU-56/B Лазерна JDAM Mk 84 & BLU-109
- GBU-64(V)1/B JDAM-ER (США) Mk 64

450 кг, номінальна вага:
- GBU-32(V)1/B (ПС США) Mk 83
- GBU-32(V)2/B (ВМС США/КМП США) Mk 83
- GBU-35(V)1/B (ВМС США/КМП США) BLU-110
- GBU-55/B Лазерна JDAM Mk 83
- Невідома JDAM-ER (ПС ЗСУ) Mk 83

230 кг, номінальна вага:
- GBU-38(V)1/B (ПС США) Mk 82 і BLU-111
- GBU-38(V)2/B (ВМС США/КМП США) Mk 82 і BLU-111
- GBU-38(V)3/B (ПС США) BLU-126/B
- GBU-38(V)4/B (ВМС США/КМП США) BLU-126/B
- GBU-38(V)5/B (ПС США) BLU-129/B
- GBU-54/B Лазерна JDAM Mk 82
- GBU-62(V)1/B JDAM-ER (США) Mk 62
- GBU-38/B JDAM (ПС ЗСУ) Mk 82
- GBU-62 JDAM-ER (КПС Австралії/ПС ЗСУ)

## Оператори

Оператори JDAM позначені синім

Основною країною-оператором є США. Урядом США дозволено експорт в низку країн, також розглядаються нові заявки.
- Австралія[64]
- Бельгія
- Чилі
- Греція[65][66]
- Данія
- Німеччина: перший покупець системи LJDAM[25]
- Ізраїль[67]
- Італія[68]
- Японія: LJDAM[69]
- Нідерланди[70]
- Норвегія[71]
- Пакистан
- Польща
- Португалія
- Саудівська Аравія[72]
- Сінгапур
- Південна Корея
- Туреччина
- Україна: JDAM-ER[50]
- Фінляндія: GBU-31V1, GBU-32 та GBU-38[73][74][75]

### Можливі
- Єгипет
- Болгарія[76]
- Аргентина[77]

### Україна
4 липня 2023 року Повітряні сили Збройних Сил України привітали Сполучені Штати з Днем незалежності фотографіями авіабомб JDAM-ER та ракет HARM. Тобто, фактично офіційно підтвердили використання 500-фунтових авіабомб JDAM-ER інтегрованих з винищувачем МіГ-29. А на День Незалежності України в серпні того ж року були поширені фото JDAM-ER на спеціальному пілоні підвішені під Су-27. Також потенційно можна оснастити ними Су-25 та Су-24.
На початку лютого 2025 року стало відомо, що Україна адаптувала 1000-фунтові (450 кг) бомби Mark 83 під використання комплекту планування та корекції JDAM-ER.